# Coordenades bipolars

Sistema de coordenades bipolar

El sistema de coordenades bipolar és un sistema de coordenades bidimensional ortogonal. Habitualment es fan servir dos sistemes de coordenades bipolars. L'altre és el sistema de coordenades bipolar de dos centres. També hi ha un tercer sistema de coordenades que es basa en dos pols, el sistema de coordenades biangular. El primer es basa en les Circumferències d'Apol·loni. Les corbes que mantenen constant la coordenada σ o la τ són circumferències que s'intersequen mútuament en angles rectes. Les coordenades tenen dos focus F1 i F₂, que normalment es consideren fixos als punts (−a, 0) i (a, 0), de l'eix x d'un sistema de coordenades cartesianes respectivament.
El sistema de coordenades bipolar és la base de diversos sistemes de coordenades tridimensionals. Les cilíndriques bipolars s'obtenen arrossegant-les en la direcció z. Les coordenades biesfèriques s'obtenen per rotació de les bipolars entorn de l'eix {\displaystyle x} és a dir l'eix que connecta els dos focus, les coordenades toroïdals s'obtenen per rotació de les coordenades bipolars entorn de l'eix y, és a dir, entorn d'un eix perpendicular a l'eix x en el punt mitjà entre els dos focus.
L'aplicació clàssica de les coordenades bipolars és per a la solució d'equacions diferencials en derivades parcials, per exemple l'equació de Laplace o l'equació de Helmholtz, per a les quals les coordenades bipolars permeten aplicar el mètode de la separació de variables. Un exemple típic pot ser el camp elèctric que envolta dos conductors cilíndrics paral·lels.
El terme "bipolar" es fa servir de vegades per descriure altres corbes que tenen dos punts singulars (focus), com ara les el·lipses, les hipèrboles, i els ovals de Cassini. Però el terme coordenades bipolars es reserva per a les coordenades que es descriuen aquí, i no es fa servir mai per a descriure les coordenades associades a aquestes corbes, com ara les coordenades el·líptiques.

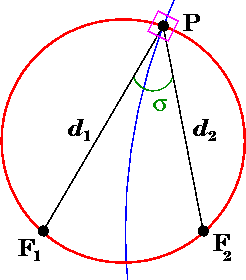
Interpretació geomètrica de les coordenades bipolars. L'angle σ és el que formen els dos segments que surten dels focus i van al punt P, mentre que τ és el logaritme del quocient de les distàncies als focus. Els cercles que corresponen a valors constants de σ o τ es mostren en vermell i verd respectivament, i es tallen formant angles rectes (capsa magenta); són ortogonals.

## Definició bàsica
La forma més comuna per definir les coordenades bipolars (σ, τ) és
{\displaystyle x=a\ {\frac {\sinh \tau }{\cosh \tau -\cos \sigma }}}
{\displaystyle y=a\ {\frac {\sin \sigma }{\cosh \tau -\cos \sigma }}}
On la coordenada σ del punt P és igual a l'angle F1 P F₂ i la coordenada τ és igual al logaritme natural del quocient de les distàncies d1 i d₂ als focus 
{\displaystyle \tau =\ln {\frac {d_{1}}{d_{2}}}}
(Cal tenir present que F1 i F₂ es localitzen a (−a, 0) i (a, 0), respectivament.)
Cal advertir que les corbes de σ i τ constants es tallen en dos punts, no en un de sol. Els focus divideixen cada línea de σ constant en un arc llarg i un altre de curt. Per convenció, la coordenada σ d'aquests dos arcs difereix en 90°, és a dir σcurt = σllarg + 90°; aquesta convenció trenca la degeneració del sistema de coordenades.

## Corbes deσiτconstant
Les corbes de σ constant corresponen a circumferències no concèntriques
{\displaystyle x^{2}+\left(y-a\cot \sigma \right)^{2}={\frac {a^{2}}{\sin ^{2}\sigma }}}
Que passen pels dos focus. Els centres de les línies de σ constant se situen a l'eix y. Les circumferències de σ positiu estan centrades per damunt de l'eix x mentre que les de σ negatiu ho estan per davall de l'eix. A mesura que la magnitud |σ| creix, el radi de les circumferències decreix i el centre s'apropa a l'origen (0, 0), on hi arriba quan |σ| = π/2, que és el valor màxim que pot tenir.
Les corbes de {\displaystyle \tau } constant són circumferències de diferent radi que no s'intersequen entre si
{\displaystyle y^{2}+\left(x-a\coth \tau \right)^{2}={\frac {a^{2}}{\sinh ^{2}\tau }}}
Que envolten el focus però altre cop no són pas concèntriques. Els centres de les circumferències de τ constant romanen a l'eix x. Les circumferències de τ positiu se situen al cantó dret del pla (x > 0), mentre que les circumferències de τ negatiu se situen en el cantó esquerre del pla (x < 0). La corba de τ = 0 correspon a l'eix y (x = 0). A mesura que la magnitud de τ creix, el radi de les circumferències disminueix i els seus centres s'acosten als focus.

## Factors d'escala
Els factors d'escala de les coordenades bipolars (σ, τ) són iguals 
{\displaystyle h_{\sigma }=h_{\tau }={\frac {a}{\cosh \tau -\cos \sigma }}}
Per tant, l'element infinitesimal d'àrea és igual a
{\displaystyle dA={\frac {a^{2}}{\left(\cosh \tau -\cos \sigma \right)^{2}}}\,d\sigma \,d\tau }
I la Laplaciana ve donada per 
{\displaystyle \nabla ^{2}\Phi ={\frac {1}{a^{2}}}\left(\cosh \tau -\cos \sigma \right)^{2}\left({\frac {\partial ^{2}\Phi }{\partial \sigma ^{2}}}+{\frac {\partial ^{2}\Phi }{\partial \tau ^{2}}}\right)}
Els altres operadors, com ara {\displaystyle \nabla \cdot \mathbf {F} } i {\displaystyle \nabla \times \mathbf {F} }, es poden expressar en les coordenades (σ, τ) substituint els factors d'escala en les fórmules generals que es troben a l'article coordenades ortogonals.